# Don Burgess
Don Burgess, właśc. Donald Christopher Burgess (ur. 8 lutego 1933 w Hendon) – brytyjski kolarz torowy, dwukrotny medalista olimpijski.

## Kariera
Pierwszy sukces w karierze Don Burgess osiągnął w 1952 roku, kiedy wspólnie z Ronem Strettonem, Alanem Newtonem i George’em Newberrym zdobył brązowy medal w drużynowym wyścigu na dochodzenie podczas igrzysk olimpijskich w Helsinkach. Na rozgrywanych cztery lata później igrzyskach olimpijskich w Melbourne ponownie zajął w tej samej konkurencji trzecie miejsce. Tym razem partnerowali mu Mike Gambrill, John Geddes i Tom Simpson. Nigdy nie zdobył medalu na torowych mistrzostwach świata.